# Allophone (sociolinguistique)
Pour les articles homonymes, voir Allophone.
En sociolinguistique et en sociodémographie, un allophone est une personne qui, dans un territoire donné, a pour langue première une autre langue que la ou les langues officielles (mais ce terme ne s'applique jamais aux autochtones), et qui réside habituellement dans ce territoire.
Au Canada,  par exemple, un allophone est un Canadien qui a pour langue maternelle une autre langue que l'anglais et le français, les deux langues officielles.
Le terme est initialement un québécisme, mais il est depuis adopté en Belgique (particulièrement à Bruxelles), dans l'administration (ministères de l'éducation, de l'intérieur, etc.) et dans d'autres pays francophones multilingues.
En France, également, le terme d'allophone est de plus en plus utilisé pour caractériser les publics de migrants issus de pays non francophones, qui sont donc en situation d'apprentissage du français langue étrangère ou seconde. L'Éducation nationale, notamment, a adopté ce terme pour caractériser les enfants nouvellement arrivés en France et parlant une voire d’autres langues que le français. Cela se traduit par la mise en place de Centres Académiques pour la Scolarisation des enfants allophones Nouvellement Arrivés et des enfants issus de familles itinérantes et de Voyageurs (CASNAV), qui met en place pour les allophones deux types de dispositifs :  
- UPE2A (école, collège et lycée) : Unité pédagogique pour élèves allophones arrivants
- OÉPRE : Ouvrir l'École aux Parents pour la Réussite des Enfants, s'adressant aux familles allophones nouvellement arrivées

## Étymologie
Formé de "allo-" (qui est d'une nature différente) et de "-phone" (qui se rapporte à la parole) : définit toute personne parlant une langue différente de celle de la majorité.

## Les allophones du Canada

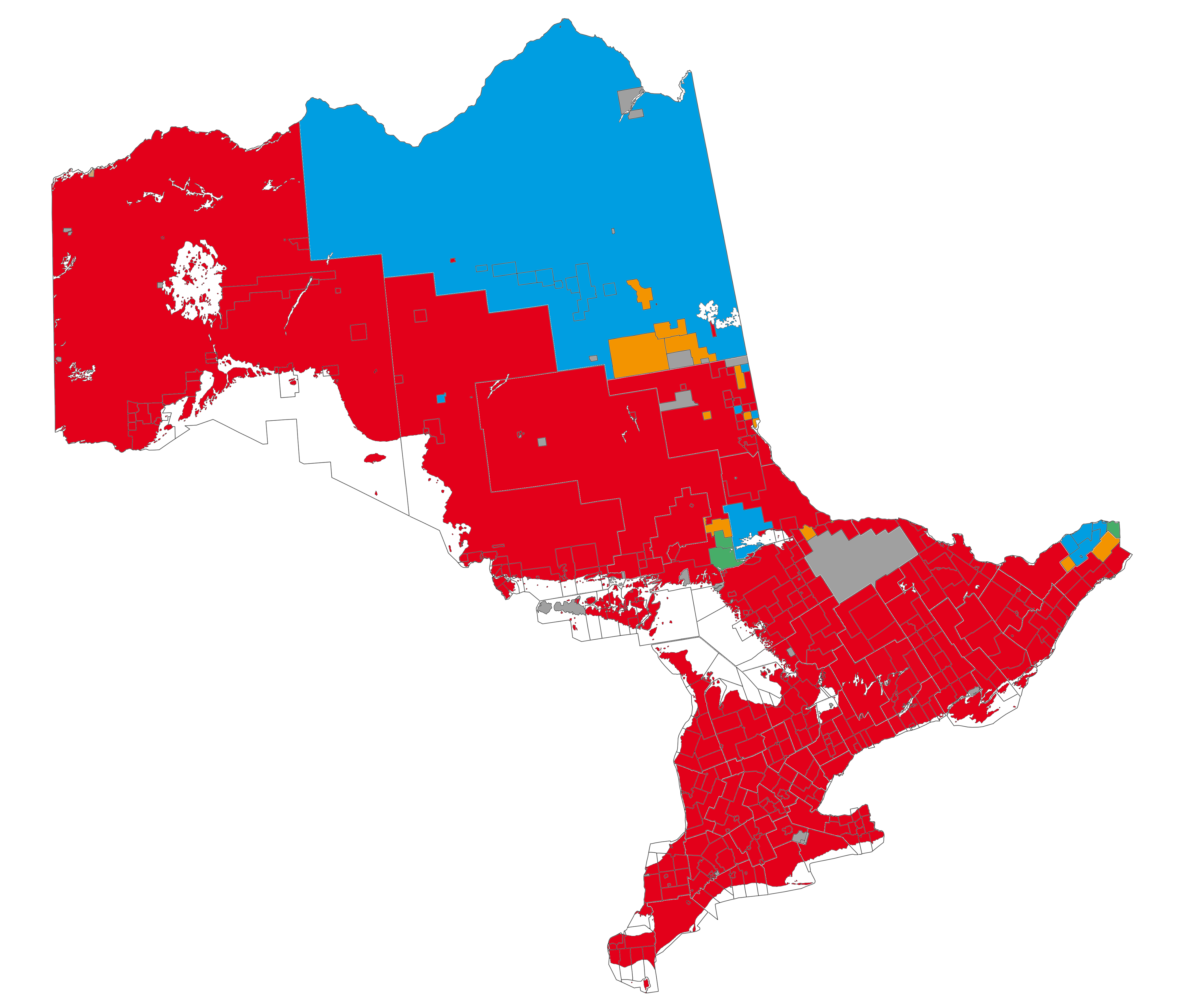
Les allophones de l'Ontario.

Les allophones représentent environ 20% de la population canadienne,. 

### Québec
Les personnes allophones constituent un pourcentage important de la population québécoise. En effet, les allophones représentent la principale source de croissance de la population, à cause de la montée de l’immigration, de la baisse du taux de naissance chez les anglophones et francophones québécois et du changement migratoire des pays anglophones vers l’Asie et l’Amérique. En 1971, les allophones représentaient 6.6 % de la population au Québec et vers 2001, ce pourcentage était passé à 10 %. De 1996 à 2001, ce sont les nouveaux immigrants dont la langue maternelle était l’arabe, l’espagnol ou le créole haïtien qui ont expérimenté la plus grande croissance en population.
Par ailleurs, le nombre d’allophones qui parlent français à la maison a augmenté. En effet, on a rapporté qu’environ 20.4 % des allophones parlaient français plus souvent à la maison en 2001, comparativement à 16.6 % en 1996 et 15.4 % en 1991. De façon générale, on peut dire que les allophones du Québec adoptent surtout le français comme langue de vie publique,. En matière d'éducation, on peut dire que la majorité des élèves allophones du Québec fréquente des écoles francophones.
La plupart des allophones vivent à Montréal, la plus grande ville du Québec. Par contre, la tendance était de quitter la province québécoise. Entre 1996 et 2001, plus de 19,170 allophones ont quitté le Québec pour s’installer dans d’autres provinces, dont 18,810 en Ontario.

### Ontario
Les allophones représentent environ 24,2% de la population de l'Ontario ce qui oriente la province vers le multilinguisme,.